# Сен-Мишель-де-Плелан
Сен-Мише́ль-де-Плела́н (фр. Saint-Michel-de-Plélan, брет. Sant-Mikael-Plelann) — коммуна во Франции, находится в регионе Бретань. Департамент — Кот-д’Армор. Входит в состав кантона Планкоэт. Округ коммуны — Динан.
Код INSEE коммуны — 22318.

## География
Коммуна расположена приблизительно в 340 км к западу от Парижа, в 60 км северо-западнее Ренна, в 45 км к востоку от Сен-Бриё.

## Население
Население коммуны на 2016 год составляло 330 человек.
| 1962 | 1968 | 1975 | 1982 | 1990 | 1999 | 2008 | 2016 |
| ---- | ---- | ---- | ---- | ---- | ---- | ---- | ---- |
| 255  | 310  | 259  | 281  | 277  | 249  | 297  | 330  |

## Администрация
| Период | Период | Фамилия           | Партия       | Примечания |
| ------ | ------ | ----------------- | ------------ | ---------- |
| 1983   | 2008   | Ив Аллен          |              |            |
| 2008   | 2012   | Мари-Роз Бонанфан |              |            |
| 2012   |        | Натали Дени       | Разные левые | служащая   |

## Экономика

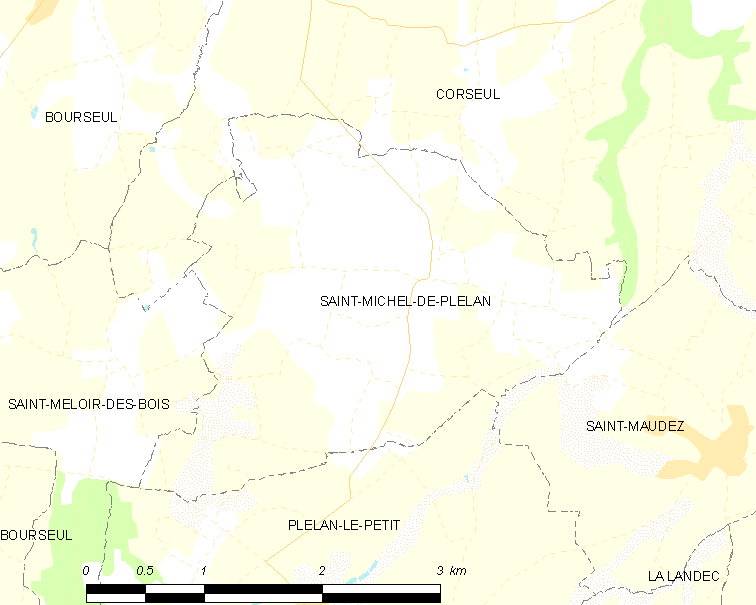
Карта коммуны

В 2007 году среди 167 человек в трудоспособном возрасте (15—64 лет) 124 были экономически активными, 43 — неактивными (показатель активности — 74,3 %, в 1999 году было 73,9 %). Из 124 активных работали 119 человек (69 мужчин и 50 женщин), безработных было 5 (0 мужчин и 5 женщин). Среди 43 неактивных 13 человек были учениками или студентами, 14 — пенсионерами, 16 были неактивными по другим причинам.